# 三星Galaxy A71
三星Galaxy A71是三星电子发布的一款手机，分别于2020年年初发布4G版，2020年4月在中国大陆等地区发布5G版，其中，4G版搭载高通骁龙730处理器，且有黑、白、绿、粉、灰五色可选，5G版搭载猎户座980处理器，且有黑、蓝、银三色可选，且后盖图案各不相同，另外，还有前置3200万像素、后置6400万主摄、1200万超广角、500万微距和500万景深，并配备6.7寸屏幕，光学屏下指纹及25W快速充电，6G或8G运行内存+128G存储，支持内存卡（最高可扩展至1TB），并保留3.5mm耳机孔，也在2021年3月16日更新至Android 11。